# Giuseppe Boerio
Giuseppe Boerio (* 1754 in Lendinara; † 25. Februar 1832 in Venedig) war Magistrat und Richter der Republik Venedig, stieg aber auch unter Franzosen und Österreichern als Jurist weiter auf. Berühmt wurde er durch sein Wörterbuch des venezianischen Dialekts, das Dizionario del dialetto veneziano, das 1827 bis 1829 erschien und 1856 neu aufgelegt wurde. 

## Leben und Wirken
Über Boerios Herkunft und Jugend ist kaum etwas bekannt. Er war der Sohn eines Magistrats der Republik Venedig, und er durchlief ein Rechtsstudium in Padua. 
Kaum hatte er das Studium mit der Laurea abgeschlossen, wurde er vom Senat zum Coadiutor seines Vaters gewählt, womit seine Karriere als Funktionär Venedigs begann, eine Karriere, die erst mit dem Ende der Republik 1797 abrupt endete. Die erste Nachricht über ihn stammt aus Verona, etwa um 1784, wo er auch sein erstes Werk veröffentlichte, nämlich eine achtbändige Liste der Gesetze der Kommunen, Jurisdiktionsbereiche und Vikariate der Provinz Verona, mit dem Titelformular der öffentlichen Repräsentanten, Rechtssprecher und Vikare derselben Provinz. Gewidmet war das Werk dem Podestà von Verona Zuan Alvise Mocenigo.
Von Verona ging Boerio nach Chioggia, wo seine Anwesenheit 1789 gesichert ist. In diesem Jahr begann seine Korrespondenz mit Domenico Tiepolo, dem Podestà von Chioggia, dessen Cancelliere er war. In Chioggia arbeitete er an seiner zweiten Publikation, einer Sammlung von Beschlüssen und Dekreten der städtischen Magistrate von Chiogga, die 1791 erschien. In Verona publizierte Boerio sein drittes kompilatorisches Werk, die Raccolta delle leggi venete pel territorio, eine Sammlung venezianischer Gesetze.
Gegen Ende der Republik verlieren sich die Spuren Boerios. 1798 war er Assessor des Tribunale criminale Venedigs. Aus dieser Zeit stammen zwei weitere Publikationen, nämlich Esemplare d'un processo ordinario secondo le norme del codice penale vegliante negli Stati Imperiali Austriaci und eine Pratica del processo criminale dedotta dal sovrano codice dei delitti, die beide 1805 erschienen. Danach war er Richter am Corte di giustizia dell'Adriatico während der französischen Besetzung Venedigs, nach der Rückkehr der Österreicher weiterhin Richter in Venedig, aber auch in Rovigo und Padua, schließlich erneut in Venedig.
Es folgten drei weitere juristische Publikationen im Jahr 1815. Die Abschaffung des Verteidigers, die Boerio befürwortete, stieß auf harsche Kritik durch den Mailänder Advokaten Giuseppe Marocco: Della necessità di un difensore, von 1816, der den Verteidiger für eine unbedingte Notwendigkeit hielt. Boerio stieg währenddessen weiter auf, bis er zum Consigliere dell'I.R. Tribunale civile di prima istanza avanciert war. Er verstarb kurz nach seiner Pensionierung.
Die Publikation, die Boerio bis heute bekannt machte, gehörte nicht zu seinem beruflichen Feld, der Jurisprudenz. Es handelte sich um das Wörterbuch des venezianischen Dialekts, das Dizionario del dialetto veneziano. Um dieses Riesenwerk zu erstellen, bereiste er ganz Venetien; er arbeitete mit Nicolò Contarini für Fragen der Ichthyologie zusammen, Stefano Andrea Renier war sein Ansprechpartner für die Naturgeschichte, Giandomenico Nardo bei Fragen der Vogelkunde, dann Antonio Zanchi und D. Manin, der, noch sehr jung, als Herausgeber fungierte.
Nach einem ersten Anlauf 1821 im Ateneo veneto, gelang es ihm erst im Juli 1826 einen Vertrag mit Manin für die erste Ausgabe abzuschließen. Der Druck begann Ende des Jahres, das erste Faszikel erschien 1827. Bis zum letzten Faszikel vergingen zwei Jahre. Der Erfolg war groß, und Emmanuele Antonio Cicogna drängte an vorderster Stelle auf einen überarbeiteten Neudruck, der einen italienisch-venezianischen Index aufwies, den Boerio nicht mehr veröffentlicht hatte. Er erschien 1856.
Vom Dizionario existiert eine Pseudo-Drittauflage, Venedig 1867, die sich nur durch das Frontispiz von der zweiten Ausgabe unterscheidet. Von dieser wurden 1960 und 1967 in Turin wiederum Nachdrucke angefertigt. In der Stadtbibliothek Bassana befindet sich die erste Fassung des Werkes, datiert auf den 14. Mai 1821 (ms. 1520).

## Werke
- Dizionario del dialetto veneziano, Venedig 1829 (Digitalisat der Ausgabe von 1829 bei archive.org und beim MDZ; Digitalisat der Ausgabe von 1867)
- Raccolta di parti, terminazioni e decreti concernenti ai corpi, magistrature ed uffizi municipali della magnifica città di Chioggia, Venedig 1791.